# 柴田知薫子
柴田 知薫子（しばた ちかこ、1961年2月 - ）は、日本の英語学者。群馬大学教育学部准教授。専門は外国語教育（英語）。

## 略歴・人物
- 1961年2月　福井県鯖江市生まれ。
- 1983年3月　一橋大学経済学部卒業
- 1985年3月　一橋大学社会学部卒業、東京都公立学校教諭
- 1990年　東京女子大学文理学部英米文学科研究生
- 1993年3月　津田塾大学大学院言語教育研究科博士前期課程修了
- 1999年3月　津田塾大学大学院言語教育研究科博士後期課程修了 (文学博士)

## 研究分野
- 音声学・音韻論・英語史

- 英語の母音推移と強勢移動（English Vowel Shift and Stress Shift）

## 著書・論文

### 著書
- 『English stress shift and the hierarchy of constraints on prosodic structure』　（リーベル出版、2000年）

### 翻訳書
- 『カストロ』[著者]イセスター・コルトマン（大月書店、2005年）
- 『ローマのガリレオ』[著者]ウィリアム・R・シーア、マリアーノ・アルティガス（大月書店、2005年）
- 『歴史の風景』[著者]ジョン・ルイス・ギャディス（浜林正夫と共訳）　（大月書店、2004年）
- 『歴史の風景 歴史家はどのように過去を描くのか』　[著者]ジョンL.ギャディス　（大月書店、2004年）

### 論文
- 『On English Vowel Shift』 （津田塾大学言語文化研究所報、2007年）
- 『Chain Shifts and Merger in New Zealand English』　（English Linguistics、2006年）
- 『Diachronic Change in Word Prosodic Systems』（English Linguistics、2006年）
- 『Stress Distribution in Present-Day English』（English Linguistics、2001年）
- 『英語の強勢移動と制約の階層性』（国際医療福祉大学紀要、1998年）
- 『英語の強勢移動と制約』　（音韻研究、1998年）
- 『Stress Distribution: Constraint Hierarchy in the English Language』（Tsuda Inquiry、1997年）
- 『英語の強勢分布』　（音韻研究 ―理論と実践―、1996年）
- 『A Typological Study of Word Order and Word Stress （Tsuda Inquiry、1996年）
- 『A Rhythmic Approach to Word Stress』（Tsuda Inquiry、1995年）
- 『"Grammatical" Stress in English』（津田塾大学言語文化研究所報、1994年）
- 『Open Syllable Lengthening and Breaking as a Unified Process of Rhythmic Weight Compensation』　（Tsuda Inqiry、1994年）
- 『Compensatory Lengthening in English Historical Phonology』（Tsuda Inquiry、1993年）